# 九龍巴士2K線
九龍巴士2K線是香港一條已停駛的九龍市區巴士路線，在1983年6月24日投入服務。原為紅磡車站北行循環線，1985年改為旺角火車站北行循環線，在1989年，又改為紅磡車站北行循環線，1992年12月1日起永久停駛。